# Alero (baloncesto)
El alero (small forward en inglés), también denominado delantero en algunas zonas de Hispanoamérica, o 3 en la terminología empleada por entrenadores, es una de las 5 posiciones de un equipo en una pista de baloncesto.

## Descripción de posición
Se mueven por posiciones alejadas del aro, pudiendo en muchas ocasiones desempeñar acciones de escolta, con los que muchas veces no se diferencian completamente, sobre todo en el baloncesto moderno. En el baloncesto profesional, la estatura de un alero se encuentra habitualmente entre 1,96 y 2,06 metros. Son capaces de ayudar en el rebote o de correr para culminar un contraataque. Con la posesión del balón, deben ser capaces de anotar tanto desde larga distancia como penetrando a canasta, así como provocar faltas.
En la actualidad, debido a la versatilidad exigida para esta posición, existen diferentes perfiles de alero: buenos en el pase (como LeBron James), anotadores (Carmelo Anthony, Kevin Durant), o especialistas defensivos (Metta Sandiford-Artest o Tayshaun Prince). Existen jugadores con perfil intermedio entre escolta y alero (ej. Paul Pierce, Andre Iguodala), así como jugadores capaces de hacer indistintamente de alero o de ala-pívot, como Dirk Nowitzki o Lamar Odom.

## Jugadores históricos

### NBA
Aleros elegidos en la lista de los 50 mejores jugadores de la historia de la NBA:
- Elgin Baylor (Los Angeles Lakers)
- Larry Bird (Boston Celtics)
- Billy Cunningham (Philadelphia 76ers)
- Dave DeBusschere (New York Knicks)
- Julius Erving (Philadelphia 76ers)
- Scottie Pippen (Chicago Bulls)
- James Worthy (Los Angeles Lakers)

*entre paréntesis, el equipo en el que cada jugador desarrolló la mayor parte de su carrera.